# Supergaande
Supergaande is een Nederlands artiestenduo, bestaande uit Nesim El Ahmadi en Qucee.
Het duo maakt sinds 3 februari 2016 komische video's en diverse series op hun gelijknamige YouTube-kanaal. Tevens treedt het duo sinds juli 2017 onder dezelfde naam op als dj-duo en hebben ze verschillende singles uitgebracht als rap-duo.

## Biografie

### YouTube
Het duo, bestaande uit Nesim Najih en Qucee, startte op 3 februari 2016 het gelijknamige YouTube-kanaal op en richt zich met dit kanaal vooral op jongeren. Oorspronkelijk richtte het kanaal zich alleen op het maken van straatinterviews, later zijn er meerdere series aan het kanaal toegevoegd. De verschillende series die het duo heeft gemaakt zijn:
- Straatinterviews
- Een Supergaande talkshow
- Het rad van Supergaande
- Accepteer de punchline
- Supergaande de podcast
- Supergaande roast school

Naast deze bovengenoemde series worden er ook andere video's gemaakt als specials en worden er soms vlogs online gezet. Het duo behaalde in juni 2016 de grens van honderdduizend volgers en ontving daardoor de Silver Playbutton van YouTube, dit is een zilveren logo van YouTube in een glazen kistje als beloning. Daarna groeide het kanaal snel door en kwamen er in een aantal maanden duizenden nieuwe volgers bij. Het duo had begin september 2018 ruim 560.000 volgers.
In 2017 ontving het duo de XITE award: Best Online Artist. Tevens wonnen ze datzelfde jaar Metro's Beste Social Award: Beste YouTuber.

### Muziek
In juli 2017 was het duo met de serie straatinterviews twee jongens aan het interviewen. Toen de een van de twee als presentator een aparte vraag stelde reageerde de jongen met de woorden: 'Pardon, doe normaal!'. De jongen zei dit op een komische manier waardoor de video op YouTube viraal ging. Hierop besloot het duo een nummer te maken met deze spraakmakende woorden erin. Het nummer verscheen onder de naam Pardon Doe Normaal en ging net als het filmpje viraal. Het haalde de 41e positie in de Nederlandse Single Top 100 en bleef hier 14 weken in staan.
Hierna besloot het duo zich ook deels op de muziek te gaan richten, zo gingen ze onder andere optreden als dj en brachten ze verschillende nummers uit als rap-duo. Sinds december 2017 staan ze onder contract bij het platenlabel TRIFECTA, van Ali B. In september 2017 bracht het duo in samenwerking met rapper Keizer het nummer Wat nog meer? uit. Andere nummers die het duo uit hebben gebracht zijn onder andere Accepteren en In je town.

## YouTube-series
Hieronder een geselecteerd overzicht van de series die het kanaal heeft gemaakt:

### Straatinterviews
Het duo begon oorspronkelijk met het maken van straatinterviews. Het duo ging vaak los van elkaar de straat op en sprak willekeurige mensen aan om verschillende vragen te beantwoorden zoals: hoeveel is je outfit waard en mogen we je internetgeschiedenis zien. Tijdens sommige afleveringen van zo'n straatinterview kreeg een van de twee presentatoren een oortje in en moest hij tijdens het interview de dingen zeggen of vragen wat in zijn oor werd gefluisterd, deze straatinterviews verschenen onder de naam Foute Matties. Een gemiddelde aflevering duurt tussen de acht en vijftien minuten.

### Een Supergaande talkshow
Op 11 november 2016 kwam het kanaal voor het eerst met een nieuwe serie de zo geheten Een Supergaande talkshow. In deze serie ontvangen de presentators ontvangen één of twee bekende gasten en vragen ze het hemd van het lijf. Bekende gasten die langs zijn gekomen zijn onder andere: Tim Hofman, Bokoesam, Boef, Jesse Klaver, Esko en Dylan Haegens. Een gemiddelde aflevering duurt tussen de vijftig en zeventig minuten.

### Het rad van Supergaande
Op 12 april 2017 verscheen de serie Het rad van Supergaande voor het eerst op het kanaal. In deze serie staat er elke week één of meerdere bekende gasten centraal. Deze gast moet aan een rad draaien, op het rad staan verschillende symbolen en deze symbolen staan voor een van de bekendste een meest spraakmakende vragen van de straatinterviews. De gast moet deze vragen eerlijk beantwoorden. Wil de gast de vraag niet beantwoorden moet hij of zij een opdracht uitvoeren als tegenprestatie. Bekende gasten die langs zijn gekomen zijn onder andere: Défano Holwijn, Monica Geuze, Bizzey en Jacin Trill.

### Accepteer de punchline
Op 10 september 2017 verscheen de serie Accepteer de punchline voor het eerst op het kanaal. In deze serie gaan de twee presentatoren tegen elkaar strijden met elk een bekende gast aan hun zijde. In deze strijd moeten de twee teams elkaar zoveel mogelijk aan het lachen maken aan de hand van zogeheten punchlines. Het team dat het meeste heeft moeten lachen verliest. Bekende gasten die langs zijn gekomen zijn onder andere: Ali B, Joost, Najib Amhali, Roué Verveer en Donnie. Een gemiddelde aflevering duurt tussen de zes en twaalf minuten.

## Discografie

### Singles
| Jaar | Act                                | Nummer             | Vlag van Nederland | Vlag van Nederland | Opmerkingen                 |
| Jaar | Act                                | Nummer             | 100                | weken              | Opmerkingen                 |
| ---- | ---------------------------------- | ------------------ | ------------------ | ------------------ | --------------------------- |
| 2017 | Supergaande                        | Pardon doe normaal | 41                 | 14                 | Tip in Vlaamse Ultratop 50  |
| 2017 | Supergaande met Keizer             | Wat nog meer?      | 39                 | 7                  | Tip 6 in Nederlandse Top 40 |
| 2017 | Supergaande                        | Accepteren         | 78                 | 1                  |                             |
| 2018 | Supergaande met Afro Bros          | Kijken mag         | tip 5              | 1                  |                             |
| 2018 | Supergaande                        | In je town         | 41                 | 2                  |                             |
| 2018 | Supergaande                        | Duits              | tip 3              | 2                  |                             |
| 2019 | Supergaande met Rugged en Ta Joela | Zieke geest        | tip 26             | 1                  |                             |

## Prijzen
| Jaar | Prijs                      | Categorie          | Opmerking |
| ---- | -------------------------- | ------------------ | --------- |
| 2017 | XITE Award                 | Best Online Artist | Gewonnen  |
| 2017 | Metro's Beste Social Award | Beste YouTuber     | Gewonnen  |